# Smethport
Smethport är en kommun (borough) i McKean County i den amerikanska delstaten Pennsylvania. Smethport är administrativ huvudort i countyt.

## Kända personer från Smethport
- Arthur Cornforth, politiker